# Nicole (Duits zangeres)

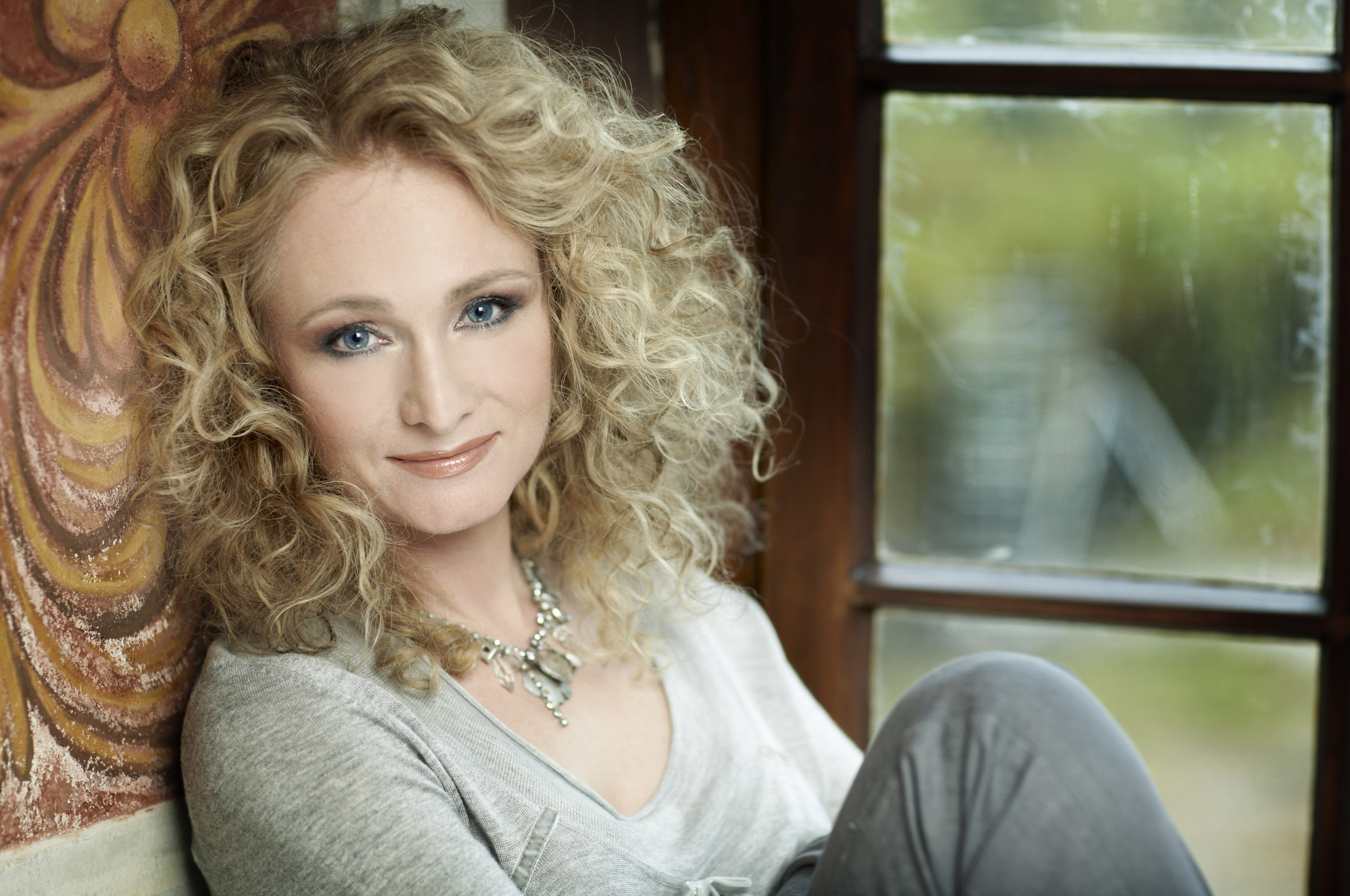
Nicole Hohloch

Nicole Seibert, geboren als Nicole Hohloch, artiestennaam: Nicole (Saarbrücken, 25 oktober 1964) is een Duitse zangeres. Ze is vooral bekend van het nummer Ein bißchen Frieden, waarmee ze in 1982 het Eurovisiesongfestival won en waarmee ze in onder meer Nederland een nummer 1-hit scoorde. Het was de bestverkochte single in Nederland in 1982.

## Biografie
Al in haar schooltijd viel Nicole op door regelmatig te zingen op school- en bedrijfsfeesten. In 1980 werd ze ontdekt tijdens een talentenjacht en kreeg ze een platencontract aangeboden. In 1981 scoorde ze in Duitsland haar eerste hit met het nummer Flieg nicht so hoch, mein kleiner Freund. Het nummer werd in het Nederlands vertaald als Vlieg nooit te hoog en Bonnie St. Claire haalde met dit nummer een 16e plaats in de Nationale Hitparade en een 34e plaats in de Top 40.
Met het lied Ein bißchen Frieden, geschreven door Ralph Siegel en Bernd Meinunger, won Nicole in 1982 de Duitse voorronde voor het Eurovisiesongfestival. Hierdoor mocht ze Duitsland vertegenwoordigen op het Eurovisiesongfestival van dat jaar, gehouden op 24 april 1982 in Harrogate. Ze was als laatste van de deelnemers aan de beurt en begeleidde zichzelf, zittend op een stoel, op gitaar. Bij de puntentelling kreeg ze 161 punten en won daarmee de competitie. Het betekende voor Duitsland de eerste songfestivalzege in de geschiedenis.
De single van Ein bißchen Frieden verscheen in zeven talen, waaronder het Nederlands, en er werden in Europa meer dan 4 miljoen van verkocht. In Nederland was deze plaat op vrijdag 30 april 1982 Veronica Alarmschijf op Hilversum 3 en werd een gigantische hit in de destijds drie hitlijsten op de nationale publieke popzender. De plaat bereikte de nummer 1-positie in zowel de Nederlandse Top 40, Nationale Hitparade als de TROS Top 50. Ook in de Europese hitlijst op Hilversum 3, de TROS Europarade, werd de nummer 1-positie behaald.
Ook in België bereikte de plaat de nummer 1-positie in zowel de voorloper van de Vlaamse Ultratop 50 als de Vlaamse Radio 2 Top 30.
In 1982 en 1983 scoorde Nicole nog enkele hits in Nederland en Vlaanderen, waaronder enkele Nederlandstalige.
In 1984 trouwde Nicole met haar jeugdliefde Winfried Seibert. Sindsdien heeft ze in Nederland geen hits meer gehad, maar in Duitsland is ze tot op de dag van vandaag populair. In Duitsland heeft ze nog altijd het record van het grootste aantal eerste plaatsen (17) in de ZDF-Hitparade, een equivalent van het Belgische Tien om te zien.

## Discografie
Zie ook: Discografie van Nicole (Duitse zangeres)

### Albums
| Album met eventuele hitnotering(en) in de Nederlandse Album Top 100 | Datum van verschijnen | Datum van binnenkomst | Hoogste positie | Aantal weken | Opmerkingen           |
| ------------------------------------------------------------------- | --------------------- | --------------------- | --------------- | ------------ | --------------------- |
| Ein bißchen Frieden                                                 | 1982                  | -                     |                 |              | #2 in de TV LP Top 15 |
| So viele Lieder sind in mir                                         | 1983                  | 05-11-1983            | 37              | 5            |                       |
| 30 Jahre - Mit leib und seele                                       | 2013                  | 02-03-2013            | 91              | 1*           |                       |

### Singles
| Single met eventuele hitnotering(en) in de Nederlandse Top 40 | Datum van verschijnen | Datum van binnenkomst | Hoogste positie | Aantal weken | Opmerkingen |
| ------------------------------------------------------------- | --------------------- | --------------------- | --------------- | ------------ | --- |
| Ein bißchen Frieden / Een beetje vrede                        | 1982                  | 08-05-1982            | 1(4wk)          | 10           | Bestverkochte single van 1982 / #1 in de Nationale Hitparade / #1 in de TROS Top 50 / Veronica Alarmschijf Hilversum 3 |
| Mijn eigen vrijheid / Meine kleine Freiheit                   | 1982                  | 07-08-1982            | 10              | 7            | |
| Papillon                                                      | 1982                  | 16-10-1982            | 26              | 5            | |
| Ik hou toch van jou                                           | 1983                  | 12-03-1983            | 27              | 4            | |
| Als de bloemen huilen konden                                  | 1983                  | 08-10-1983            | 26              | 4            | |
| Duizend liedjes                                               | 1984                  | 03-03-1984            | tip12           | -            | |

### NPO Radio 2 Top 2000
| Nummer met noteringen in de NPO Radio 2 Top 2000 | '99  | '00  |
| ------------------------------------------------ | ---- | ---- |
| Ein bißchen Frieden                              | 1245 | 1598 |

1. ↑  Een vetgedrukt getal geeft de hoogste notering aan.
2. ↑  Deze tabel is bijgewerkt tot en met de laatste editie (2024).